# Kitty Carruthers
Caitlin A. "Kitty" Carruthers (Boston, Massachusetts, 30 de maio de 1961) é uma ex-patinadora artística norte-americana, que competiu em provas de duplas. Ela conquistou uma medalha de prata olímpica em 1984 ao lado de Peter Carruthers, e uma medalha de bronze em campeonatos mundiais. Peter Carruthers é irmão de Kitty Carruther.

## Principais resultados

### Com Peter Carruthers
| Resultados                                            | Resultados       | Resultados      | Resultados        | Resultados      | Resultados       | Resultados    | Resultados    | Resultados    | Resultados    | Resultados    | Resultados    | Resultados    | Resultados    | Resultados    |
| Internacional                                         | Internacional    | Internacional   | Internacional     | Internacional   | Internacional    | Internacional | Internacional | Internacional | Internacional | Internacional | Internacional | Internacional | Internacional | Internacional |
| Evento/Temporada                                      | 1979– 1980       | 1980– 1981      | 1981– 1982        | 1982– 1983      | 1983– 1984       |               |               |               |               |               |               |               |               |               |
| ----------------------------------------------------- | ---------------- | --------------- | ----------------- | --------------- | ---------------- | ------------- | ------------- | ------------- | ------------- | ------------- | ------------- | ------------- | ------------- | ------------- |
| Jogos Olímpicos                                       | 5.ª              |                 |                   |                 | Medalha de prata |               |               |               |               |               |               |               |               |               |
| Campeonato Mundial                                    | 7.ª              | 5.ª             | Medalha de bronze | 4.ª             |                  |               |               |               |               |               |               |               |               |               |
| Grand Prix St. Gervais                                | Medalha de ouro  |                 |                   |                 |                  |               |               |               |               |               |               |               |               |               |
| Nebelhorn Trophy                                      | Medalha de ouro  |                 |                   |                 |                  |               |               |               |               |               |               |               |               |               |
| NHK Trophy                                            |                  |                 | Medalha de ouro   |                 |                  |               |               |               |               |               |               |               |               |               |
| Skate America                                         | Medalha de prata |                 | Medalha de prata  |                 | Medalha de ouro  |               |               |               |               |               |               |               |               |               |
| Nacional                                              |                  |                 |                   |                 |                  |               |               |               |               |               |               |               |               |               |
| Campeonato dos Estados Unidos                         | Medalha de prata | Medalha de ouro | Medalha de ouro   | Medalha de ouro | Medalha de ouro  |               |               |               |               |               |               |               |               |               |
|                                                       |                  |                 |                   |                 |                  |               |               |               |               |               |               |               |               |               |
| Legenda: Competição não foi disputada nesta temporada |                  |                 |                   |                 |                  |               |               |               |               |               |               |               |               |               |